# París-Roubaix 2006

La París-Roubaix 2006 fue la 104.ª edición de esta carrera ciclista que él tuvo lugar el 9 de abril de 2006 sobre una distancia de 259 km.

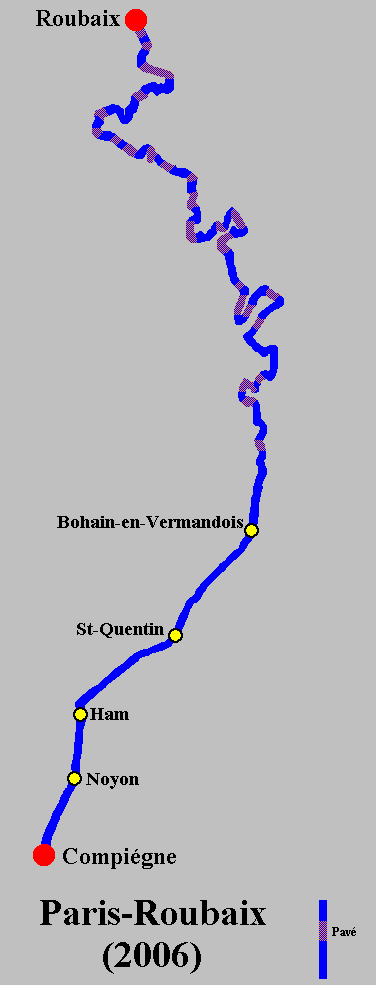
Recorrido.

El ciclista suizo Fabian Cancellara ganó la prueba. Fue el segundo corredor de esa nacionalidad en lograr dos victorias en esta competencia. El anterior fue Henri Suter en 1923. Fabian atacó a 19 km de la meta. Su ritmo solamente pudo ser seguido por el también contrarrelojista Vladímir Gúsev, aunque luego cedió. 
A Cancellara lo siguieron Leif Hoste, Peter Van Petegem y el mencionado Gusev, pero fueron descalificados por cruzar un paso a nivel cerrado; por lo que rodaron detrás de estos —Tom Boonen y Alessandro Ballan— completaron el podio.

## Equipos participantes
| N.      | Cod. | Equipo                           |
| ------- | ---- | -------------------------------- |
| 1-8     | QSI  | Quick Step-Innergetic            |
| 11-18   | DSC  | Discovery Channel Team           |
| 21-28   | RAB  | Rabobank                         |
| 31-38   | GST  | Gerolsteiner                     |
| 41-48   | CSC  | Team CSC                         |
| 51-58   | PHO  | Phonak Hearing Systems           |
| 61-68   | DVL  | Davitamon-Lotto                  |
| 71-78   | LAM  | Lampre-Fondital                  |
| 81-88   | LSW  | Liberty Seguros-Würth            |
| 91-98   | C.A  | Crédit Agricole                  |
| 101-108 | CEI  | Caisse d'Epargne-Illes Balears   |
| 111-118 | FDJ  | Française des Jeux               |
| 121-128 | TMO  | T-Mobile Team                    |
| 131-138 | MRM  | Team Milram                      |
| 141-148 | COF  | Cofidis, Le Crédit par Téléphone |

| N.      | Cod. | Equipo                  |
| ------- | ---- | ----------------------- |
| 151-158 | EUS  | Euskaltel-Euskadi       |
| 161-168 | BTL  | Bouygues Telecom        |
| 171-178 | SDV  | Saunier Duval-Prodir    |
| 181-188 | A2R  | Ag2r Prévoyance         |
| 191-198 | LIQ  | Liquigas                |
| 201-208 | AGR  | Agritubel               |
| 211-218 | UNI  | Unibet.com              |
| 221-228 | LAN  | Landbouwkrediet-Colnago |
| 231-238 | LPR  | Team LPR                |
| 241-248 | SKS  | Skil-Shimano            |

## Recorrido
El recorrido pasó por 27 sectores adoquinados:
| Sector - 27 - 26 - 25 - 24 - 23 - 22 - 21 - 20 - 19 - 18 - 17 - 16 - 15 - 14 - 13 - 12 - 11 - 10 - 9 - 8 - 7 - 6 - 5 - 4 - 3 - 2 - 1 | Kilómetros - 98 - 104,5 - 107 - 112 - 119,5 - 126,5 - 138 - 141 - 144 - 155,5 - 163,5 - 170 - 176,5 - 184 - 187,5 - 198,5 - 205 - 210,5 - 216,5 - 219,5 - 225 - 232 - 239 - 242 - 244 - 251 - 259 | Sector - Troivilles - Viesly à Quiévy - Quiévy à Saint-Python - Saint-Python - Vertain à St-Martin-sur-Écaillon - Capelle-sur-Écaillon - Le-Buat - Verchain-Maugré à Quérénaing - Maing - Monchaux-sur-Écaillon - Haveluy - Tranchée d'Arenberg - Hélesmes - Hornaing à Wandignies - Hamage - Warlaing à Brillon - Tilloy à Sars-et-Rosières - Orchies - Auchy-lez-Orchies à Bersée - Mons-en-Pévèle - Méringnies à Pont-à-Marcq - Pont-Thibaut à Ennevelin - Templeuve - Bourghelles - Camphin-en Pévèle - Carrefour de l'Arbre - Gruson - Hem - Roubaix - - Kilometraje total de pavés : | Longitud del sector (km) - 2,2 - 1,8 - 3,7 - 1,5 - 1,9 - 1,7 - 1,6 - 2,5 - 1,6 - 2,5 - 2,4 - 1,6 - 3,7 - 2,4 - 2,4 - 1,7 - 2,6 - 3 - 0,7 - 1,4 - 0,2 + 0,5 - 1,3 + 1,1 - 1,8 - 2,1 - 1,1 - 1,4 - 0,3 - - 52,7 |

## Clasificación final
| Posición | Ciclista            | Equipo                           | Tiempo     |
| -------- | ------------------- | -------------------------------- | ---------- |
| 1.       | Fabian Cancellara   | CSC                              | 6h 07' 54" |
| 2.       | Tom Boonen          | Quick Step-Innergetic            | + 1' 49"   |
| 3.       | Alessandro Ballan   | Lampre                           | m.t.       |
| 4.       | Juan Antonio Flecha | Rabobank                         | m.t.       |
| 5.       | Bernhard Eisel      | Française dex Jeux               | + 3' 25"   |
| 6.       | Steffen Wesemann    | T-Mobile                         | + 5' 35"   |
| 7.       | Frédéric Guesdon    | Française dex Jeux               | + 6' 31"   |
| 8.       | Bert Roesems        | Davitamon-Lotto                  | + 6' 44"   |
| 9.       | Christophe Mengin   | Française dex Jeux               | m.t.       |
| 10.      | Staf Scheirlinckx   | Cofidis, Le Crédit par Téléphone | + 6' 45"   |